# EOS Russia
EOS Russia är ett svenskt investmentbolag med inriktning mot ryska kraftsektorn. Största innehavet 2007 var det ryska bolaget UES. Verkställande direktör är Ulf-Henrik Svensson. Företaget noterades på First North 25 juni 2007.
Företaget avnoterades från First North med sista handelsdag den 11 oktober 2023.